# Benedicta de Este
Benedicta de Este (Benedetta Maria Ernestina; Palacio Ducal, Módena, 18 de agosto de 1697-Sassuolo, 17 de septiembre de 1777) fue una princesa de Módena y Reggio por nacimiento.

## Biografía
La princesa Benedicta María Ernestina nació el 18 de agosto de 1697 en el Palacio Ducal de Módena, como la hija primogénita del duque Reinaldo III de Este y Carlota de Brunswick-Luneburgo. Fue bautizada con el nombre de Benedicta ("bendecida") en honor a su abuela materna, la duquesa Benedicta Enriqueta del Palatinado. María era un nombre común en ese entonces. Su madre murió en 1710 tras el parto de su última hija, dejando huérfana a Benedicta, de aquel entonces de apenas trece años, y a sus cuatro hermanos menores; Francisco, Amalia, Juan Federico y Enriqueta.
Su primo Jacobo Estuardo, el pretendiente jacobita al trono de Inglaterra, Escocia e Irlanda, visitó Módena en marzo de 1717. Durante su estadía en el ducado, el príncipe se enamoró de Benedicta y pidió su mano en matrimonio. Sin embargo, la unión no fue vista con buenos ojos por el duque Reinaldo, quien quería mantener buenas relaciones con el rey Jorge I de Inglaterra. Reinaldo inicialmente insistió en que el supuesto compromiso fuera mantenido en secreto, solo para negarse de forma definitiva a dar su consentimiento en septiembre de 1717, mientras Jacobo vivía en Urbino.
Tras esta unión fallida, Benedicta nunca se casó y no tuvo hijos. Tras la muerte de su padre en 1737, su hermano Francisco le sucedió como duque de Módena. Mientras su hermano luchaba contra los turcos durante la guerra ruso-turca, Benedicta y su hermana Amalia asumieron la regencia de los ducados.
Murió el 16 de septiembre de 1777 en Sassuolo, poco después de su cumpleaños número ochenta. Fue sepultada en la Iglesia de San Vincenzo, Módena; sus padres y la mayoría de sus hermanos también se encuentran sepultados allí.